# 7 seX 7 (2011.)
7 seX 7 je hrvatski dramsko-erotski film iz 2011. godine kojeg je režirala Irena Škorić. 

## Uloge
- Ana Majhenić - Ona
- Frano Mašković - On
- Jelena Perčin - Lada
- Sara Stanić - Stela
- Robert Kurbaša - Kazimir
- Csilla Barath Bastaić - Hana
- Ivan Glowatzky - Marko
- Petra Težak - Gloria
- Ivan Đuričić - On
- Mia Biondić - Ona
- Asim Ugljen - On
- Kristijan Ugrina - Franjo
- Jelena Jokić - Lepa
- Marinko Leš - Karlo
- Jure Radnić - Ivo
- Mario Kovač - muškarac

## Vanjske poveznice
- 7 seX 7 (2011) na Internet Movie Databaseu
- 7 seX 7 - moj-film.com